# Richard de Clare (6. hrabia Hertford)
Richard de Clare, 6. hrabia Hertford i 2. hrabia Gloucester (ur. 4 sierpnia 1222, zm. 15 lipca 1262 w Waltham), angielski możnowładca, najstarszy syn Gilberta de Clare, 5. hrabiego Hertford, i Isabel Marshal, córki 1. hrabiego Pembroke.
Po śmierci ojca w 1230 r. został 6. hrabią Hertford i 2. hrabią Gloucester. Mając 10 lat poślubił 1232 r. Megottę de Burgh (ok. 1222 – listopad 1237), córkę Huberta de Burgh, 1. hrabiego Kentu, i Małgorzaty, córki króla Szkocji Wilhelma I Lwa. Małżeństwo to, zawarte potajemnie, nie doczekało się potomstwa. Megotta zmarła w 1237 r.
Jeszcze przed jej śmierć John de Lacy, 1. hrabia Lincoln, zapłacił królowi Henrykowi III 5 000 marek, aby ten doprowadził do ślubu Richarda z córką Lincolna i Margaret de Quincey (córki Roberta de Quincey), Maud de Lacy (zm. przed 1289). Ślub Richarda i Maud odbył się 25 stycznia 1237 r., czyli jeszcze za życia Megotty de Burgh. Richard i Maud de Lacy mieli razem siedmioro dzieci:
- Isabel de Clare (1240–1270), żona Wilhelma VII, markiza Montferratu
- Gilbert de Clare (2 września 1243 – 7 grudnia 1295), 7. hrabia Hertford i 3. hrabia Gloucester
- Thomas de Clare (1245–1287), ożenił się z Julianą FitzMaurice, ich dwie córki, Maud i Margaret, poślubił odpowiednio lorda Clifforda i lorda Badlesmere
- Bogo de Clare (1248–1294)
- Margaret de Clare (1250 – luty 1313), żona Edmunda Plantageneta, 2. hrabiego Kornwalii
- Rohese de Clare (ur. 1252), żona Rogera de Mowbray
- Eglentina de Clare (zm. młodo w 1257)

W sierpniu 1240 r. Richard objął w posiadanie swoje włości w walijskim hrabstwie Glamorgan. Dwa lata później został szeryfem tegoż hrabstwa. W 1244 r. brał udział w wyprawie na Walię, a w 1245 r. został w Londynie pasowany na rycerza. W 1246 r. podpisał list baronów do papieża Innocentego IV, w którym baronowie skarżyli się na poczynania legatów papieskich w Anglii. Należał do przeciwników królewskich przyrodnich braci z rodu Lusignanów, którzy w 1247 r. przybyli do Anglii. Później jednak Richard pogodził się z nimi. W 1249 r. wyruszył na pielgrzymkę do Pontigny.
Boże Narodzenie 1249 r. hrabia spędził na dworze królewskich. Na początku 1250 r. towarzyszył swojemu ojczymowi, hrabiemu Kornwalii, w poselstwie na dwór papieski do Lyonu. Richard został wówczas uhonorowany miejscem przy papieskim stole. Następnie udał się na pielgrzymkę do Santiago de Compostela. W 1253 r. odmówił wyruszenia z królem Henrykiem na wyprawę do Gaskonii. Zamiast tego wyruszył na krótką wyprawę do Irlandii. W 1254 r. udał się na kontynent. Był obecny na ślubie następcy tronu, księcia Edwarda, i towarzyszył królowi w podróży do Paryża.
W sierpniu 1255 r. Henryk III wysłał Richarda wraz z Johnem Maunselem do Szkocji w celu potwierdzenia pogłosek, że zięć Henryka, król Aleksander III wraz z żoną, został uwięziony przez Jana Baliolla i Roberta de Rossa. Richard i John, udając dwóch rycerzy ze świty de Rossa, dostali się do zamku w Edynburgu. Po spotkaniu z królową hrabia z towarzyszem udali się do de Rossa i, grożąc mu interwencją angielską, skłonili go do wyrażenia zgody na wyjazd pary królewskiej do Anglii. Tymczasem szkoccy wielmoże, dowiedziawszy się, że zamek edynburski znajduje się w rękach Anglików, chcieli go oblec, ale zrezygnowali z tego pomysłu nie chcąc oblegać własnego króla. Aleksander, w towarzystwie obu Anglików, wyruszył natychmiast na południe. 24 września Henryk III powitał ich w Newmister w hrabstwie Northumberland.
Rok później Hertford udał się do Niemiec, gdzie prowadził negocjacje z elektorami na temat elekcji hrabiego Kornwalii na króla Niemiec. W 1257 r. powrócił do Anglii i latem poprowadził wyprawę do południowej Walii. W lipcu 1258 r. nagle zachorował. W tym samym czasie zapadł na zdrowiu brat hrabiego, William de Clare, który zmarł. Podejrzewano otrucie braci, którego miał się dopuścić ich komornik, Walter de Scotenay (został za to powieszony 26 maja 1259 w Winchesterze). Według relacji Mateusza z Paryża hrabia utracił paznokcie, zęby i skórę, ale przeżył.
Hrabia, który dotychczas stał po stronie króla, w 1258 r. przeszedł na stronę feudalnej opozycji, stając się jednym z jej liderów. "Wściekły Parlament" nominował go jako jednego z 24 komisarzy, którzy mieli zreformować ustrój państwa. Hertford wszedł również w skład Rady Piętnastu. W następnych latach hrabia raz występował po stronie króla, a raz po stronie lidera baronów, Szymona de Montfort. W 1259 r. Gloucester pokłócił się z Montfortem. Wykorzystał to Henryk III, który w 1261 r. unieważnił ograniczenia nałożone nań przez "wściekły parlament" i wygnał Montforta z kraju.
Richard zmarł rok później, 15 lipca 1262 r. Niektórzy uważali, że został otruty przez Piotra Sabaudzkiego, hrabiego Richmond. W poniedziałek po jego śmierci ciało hrabiego przewieziono do Canterbury, gdzie odbyła się msza za jego duszę. 28 lipca 1262 r. hrabia został pochowany w katedrze w Tewkesbury.